# Liste der Ortschaften im Bezirk Hallein
Die Liste der Ortschaften im Bezirk Hallein enthält die 13 Gemeinden und ihre zugehörigen Ortschaften im salzburgischen Bezirk Hallein (Einwohnerzahlen in Klammern, Stand 1. Jänner 2024). Stand Ortschaften: 1. Jänner 2022
Kursive Gemeindenamen sind keine Ortschaften, in Klammern der Status Markt bzw. Stadt. Die Angaben erfolgen im offiziellen Gemeinde- bzw. Ortschaftsnamen, wie von der Statistik Austria geführt.
- Abtenau (Markt, 1221)
  - Au (541)
  - Döllerhof (448)
  - Erlfeld (180)
  - Fischbach (431)
  - Gseng (23)
  - Hallseiten (49)
  - Kehlhof (537)
  - Leitenhaus (157)
  - Lindenthal (518)
  - Möselberg (108)
  - Pichl (491)
  - Rigaus (218)
  - Salfelden (81)
  - Schorn (291)
  - Schratten (126)
  - Seetratten (96)
  - Seydegg (21)
  - Stocker  (134)
  - Unterberg
  - Wagner (102)
  - Waldhof (178)
  - Wegscheid (42)

- Adnet (1584)
  - Riedl (137)
  - Spumberg (239)
  - Waidach (876)
  - Wimberg (890)

- Annaberg-Lungötz
  - Annaberg im Lammertal (754)
  - Braunötzhof (121)
  - Gappen (191)
  - Hefenscher (307)
  - Klockau (50)
  - Neubach (550)
  - Promberg (93)
  - Steuer (148)

- Bad Vigaun
  - Rengerberg (307)
  - Riedl (86)
  - Sankt Margarethen (313)
  - Vigaun (1425)

- Golling an der Salzach (Markt, 2082)
  - Obergäu (1390)
  - Torren (992)

- Hallein (Stadt, 7035)
  - Adneter Riedl (344)
  - Au (1439)
  - Bad Dürrnberg (849)
  - Burgfried (3495)
  - Gamp (391)
  - Gries (445)
  - Neualm (3653)
  - Taxach (3889)

- Krispl (115)
  - Gaißau (759)

- Kuchl (Markt, 1980)
  - Garnei (950)
  - Gasteig (129)
  - Georgenberg (1792)
  - Jadorf (626)
  - Kellau (720)
  - Moos (451)
  - Unterlangenberg (381)
  - Weißenbach (438)

- Oberalm (Markt, 4134)
  - Vorderwiestal (220)

- Puch bei Hallein (4160)
  - Hinterwiestal (160)
  - Sankt Jakob am Thurn (511)

- Rußbach am Paß Gschütt
  - Gseng (189)
  - Rußbachsaag (397)
  - Schattau (186)

- Sankt Koloman
  - Oberlangenberg (534)
  - Taugl (1253)
  - Tauglboden

- Scheffau am Tennengebirge (1209)
  - Voregg (97)
  - Wallingwinkl (117)
  - Weitenau (44)